# Joe Kadenge
Joe Kadenge   (Kenya, 16 de març de 1935 - 7 de juliol de 2019) és un exfutbolista kenyià de les dècades de 1950 i 1960. És considerat un dels millors jugadors de la història de Kenya.
Fou internacional amb la selecció de futbol de Kenya.
Pel que fa a clubs, destacà a Maragoli United, i Abaluhya United.
També fou entrenador de la selecció de Kenya el 2002 i Maragoli United FC (1975-1980).